# کامارنییا
کامارنییا (به اسپانیایی: Camarenilla) یک شهرستان در اسپانیا است که در استان تولدو واقع شده‌است.

## خصوصیات
کامارنییا ۲۴ کیلومترمربع مساحت و ۵۶۳ نفر جمعیت دارد و ۵۰۶ متر بالاتر از سطح دریا واقع شده‌است.